# كايل فيلد
كايل فيلد (بالإنجليزية: Kyle Field) هو فنان أمريكي، ولد في 1973 في ألاباما في الولايات المتحدة.

## وصلات خارجية
- كايل فيلد على موقع ميوزك برينز (الإنجليزية)
- كايل فيلد على موقع ديسكوغز (الإنجليزية)
- الموقع الرسمي